# Vilča
Vilča (ukrajinsky Вільча, rusky Вильча) je opuštěné město v uzavřené zóně Černobylské jaderné elektrárny, součást Kyjevské oblasti na Ukrajině. Město bývalo součástí Poliského rajónu, nyní je součástí Vyšhorodského rajónu. Po Černobylské havárii bylo město vylidněno a dnes zde žije ilegálně kolem tří lidí.

## Historie
Město bylo vytvořeno v prvním desetiletí 20. století s názvem Stanovyšče (ukrajinsky Становище) později se do města připojila vesnice Oleksijivka (ukrajinsky Олексіївка). Název Vilča byl vytvořen ve 20. letech 20. století. Po Černobylské havárii, byla vesnice vysídlena, původní obyvatelé vytvořili vesnici Vilča v Charkovské oblasti.

## Geografie
Město se nachází v severozápadním rohu Kyjevské oblasti, na hranicích s Žytomyrskou oblastí.Vilča je součástí přírodně-historického regionu Polesí a je vzdáleno 5 km od běloruské hranice. Vilča se nachází 17 km od města Poliske a 43 km od Pripjati.

## Významné osobnosti
- Oleksandr Vasylovyč Afonin (* 1954) známý spisovatel
- Mykola Ivanovič Tytenok (1962–1986) hasič, hrdina Ukrajiny